# María Muñoz
María Eva Muñoz más conocida como María Muñoz (Temperley, Buenos Aires, Argentina, 27 de abril de 1968-Buenos Aires,  29 de abril de 2003) fue una locutora, conductora y animadora argentina de radio y televisión.

## Biografía
María Muñoz cursó sus estudios de locución en el Instituto Superior de Enseñanza Radiofónica (ISER), donde obtuvo el título de locutora nacional.
Sus primeros pasos en televisión fueron en VCC, Video Cable Comunicación, donde junto a Alejandra Gavilanes se convirtió en una de las dos primeras presentadoras de la señal infantil Cablín. Más tarde, de la mano de Juan Alberto Badía, se la vio en el programa "Imagen de radio". En los años 1993 y 1994 condujo Bienvenidas, el primer año por Canal 9, y el segundo por América 2. Posteriormente en 1998 compartió la conducción, junto a Horacio Embón, del informativo que se emitía por Canal 9. Su labor radial se desempeñó en Radio Mitre, pasando de allí a ser la voz en off del programa de televisión Videomatch que conducía Marcelo Tinelli. Finalmente sus últimas labores fueron en Radio 10 (donde tenía su propio programa periodístico, musical y cultural); en la emisora Mega 98.3 (radio FM difusora de rock nacional de argentina); en el noticiero de televisión "Después de hora", junto a Daniel Hadad; y en diversos programas de la señal de cable Utilísima Satelital. Su voz era de un timbre notablemente femenino y de una dulzura poco común. Sus aptitudes la llevaron a ser ganadora de un premio Martín Fierro (máximo galardón que se entrega a las figuras del espectáculo en la Argentina), el que le fuera entregado en 2002. Es después de ese acontecimiento que María descubre su enfermedad, y comienza allí un período de lucha contra la misma -que finalmente y pese a todos sus esfuerzos culmina derrotándola- hasta el día de su fallecimiento, que ocurrió mientras se hallaba internada en el Sanatorio San Camilo de la Ciudad de Buenos Aires.
María deja dos niños por los cuales luchó con todas sus fuerzas. Es de destacar que su persona era merecedora de la amistad y el cariño de todos sus compañeros, como del numeroso público que seguía su destacada labor.

## Anecdotario
Cuando María hacía el programa de televisión "Después de Hora" (Informativo que comenzaba -de lunes a viernes- a las 0:00), junto a Daniel Hadad y otros compañeros; era común que al aparecer en escena se acompañara su imagen con el tema musical "She" en la versión de Charles Aznavour. Sus compañeros y la producción destacaban de esta forma la belleza, elegancia y sensualidad que caracterizaba a María Muñoz.
Actualmente su voz está plasmada en el contestador de la Radio 10 como homenaje también se llamó al estudio mayor de la radio con su nombre "María Muñoz".

### Legado
Una de las personas que más admira a María Muñoz, es justamente su sobrino Damián Muñoz, más conocido por su seudónimo Popochi, quien sigue su misma profesión, ya que actualmente es un reconocido locutor en los medios de comunicación.